# L'arte di arrangiarsi
L'arte di arrangiarsi è un film commedia del 1954 diretto da Luigi Zampa.
Rappresenta l'ultima parte di una trilogia ideata e sceneggiata da Vitaliano Brancati, i cui altri due titoli sono Anni difficili (1948) e Anni facili (1953).
È stato poi selezionato tra i 100 film italiani da salvare.

## Trama

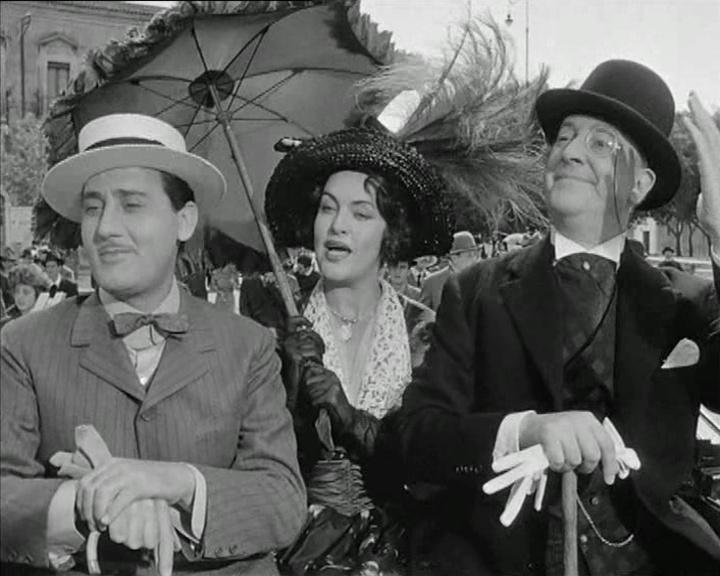
Alberto Sordi, Elli Parvo e Franco Coop in una scena del film

Rosario Scimoni, un opportunista senza scrupoli, nipote del sindaco di Catania, è sempre pronto a schierarsi con chiunque possa aiutarlo. Passa dal socialismo al fascismo con apparente cinismo; cambia fede politica con la stessa facilità con cui "cambia" le donne con cui esce.
Dopo essere stato braccio destro di un onorevole e amministratore delegato di mulini, nel dopoguerra arriva a Roma e tenta di girare un film, dapprima cercando l'appoggio dei comunisti, e con la vittoria dei democristiani è costretto a cambiare la sceneggiatura.

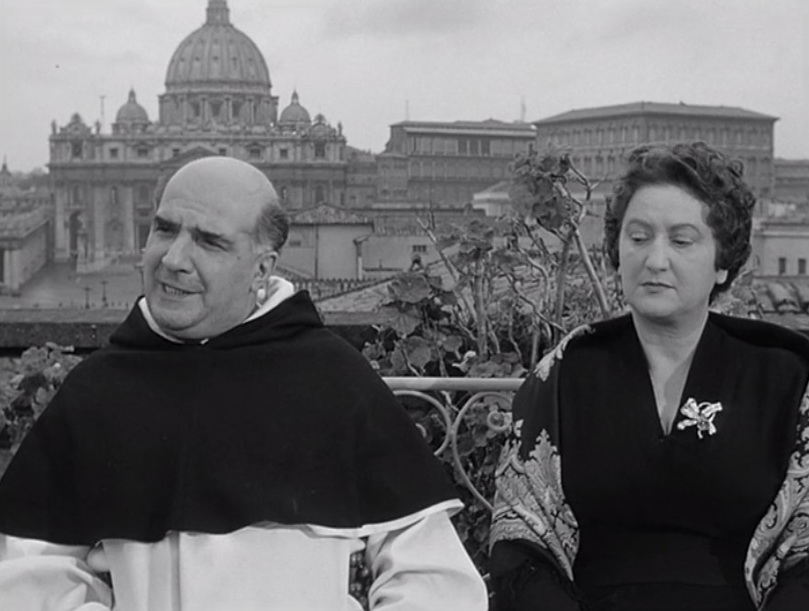
Gaetano Verna in una scena del film davanti al San Pietro

Il film religioso, con protagonista l'ennesima fidanzata, è finanziato con i capitali di un duca il quale, convinto di finanziare le missioni estere, non appena scopre la verità lo fa arrestare e condannare a cinque anni di carcere. Una volta uscito, Rosario tenta di fondare un partito proprio, ma alle elezioni prende pochissimi voti e si riduce alla fine a vendere lamette da barba con la sua nuova compagna.

## Produzione

### Riprese
Le riprese del film si svolsero tra Catania, come alla Chiesa di San Nicolò l'Arena, e Roma, come alla Basilica di San Pietro, allo Stadio dei Marmi, nella Farnesina.

## Distribuzione
Il film venne iscritto al Pubblico registro cinematografico con il n. 1.512. Presentato il 25 novembre 1954 alla Commissione di Revisione Cinematografica, presieduta da Oscar Luigi Scalfaro, ottenne il visto di censura n. 17.853 il 22 dicembre 1954 con una lunghezza dichiarata di 2.600 metri ed effettiva di 2.598 metri, ad alcune condizioni: che fosse eliminata l'espressione "di eloquio scurrile" come "puttaniere" nel colloquio tra Rosario e il Duca; che fosse eliminato l'accenno al Vaticano nel colloquio tra il Duca e Santucci; inoltre, che venisse tolta l'espressione "un consigliere delle minoranze" nonché quella di "alto funzionario".
Dopo queste modifiche il film poté circolare liberamente: ebbe la sua prima proiezione pubblica nelle sale cinematografiche italiane il 29 dicembre 1954; fu proiettato all'estero soltanto in Germania, col titolo Kanaille von Catania il 21 settembre 1956; in Francia non venne mai proiettato nelle sale, arrivando direttamente alla programmazione televisiva soltanto il 3 ottobre 2010 con il titolo L'art de se débrouiller.

### Home video
La pellicola fu pubblicata in DVD dalla Medusa Video.

## Accoglienza

### Incassi
In Italia il film arrivò a incassare circa 257.700.000 di lire.

### Critica
(Anonimo, Stampa Sera, 3 marzo 1955)
(Gianni Rondolino, Catalogo Bolaffi del Cinema Italiano 1945-1955, Editore Bolaffi, 1967)
(Daniela Ragazzoni, Alfonso Canziani (a cura di), Cinema di tutto il mondo, Arnoldo Mondadori Editore, Milano, 1978)